# Jordi Gómez
Artikeln följer den spanska namnseden; faderns efternamn är Gómez och moderns efternamn García-Penche.
Jordi Gómez García-Penche, född 24 maj 1985, är en spansk fotbollsspelare (mittfältare) som spelar för Omonia.